# Sfafaa
Sfafaa (en àrab الصفافعة, aṣ-Ṣfāfʿa; en amazic ⵍⵎⵔⴰⴷⵙⴰ) és una comuna rural de la província de Sidi Slimane, a la regió de Rabat-Salé-Kenitra, al Marroc. Segons el cens de 2014 tenia una població total de 21.475 persones.